# 66
66（六十六、ろくじゅうろく、むそむ、むそじあまりむつ）は自然数、また整数において、65の次で67の前の数である。

## 性質
- 66は合成数であり、正の約数は1, 2, 3, 6, 11, 22, 33, 66である。
  - 約数の和は144。
    - 自身を除く約数の和は78であり13番目の過剰数である。1つ前は60、次は70、
    - 約数の和が平方数になる4番目の数である。1つ前は22、次は70。
    - 約数関数から導き出される数列 {\displaystyle a_{n}=\sigma (a_{n-1})} はその初期値によって異なる数列になる。異なる数列になる11番目の初期値(最小の値)を表す数である。1つ前は52、次は81。(ただし1を除く)(オンライン整数列大辞典の数列 A257348)
- 66 = 1 + 2 + 3 + 4 + 5 + 6 + 7 + 8 + 9 + 10 + 11
  - 11番目の三角数である。1つ前は55、次は78。
    - 三角数ですべての桁が同じ数(ゾロ目)である5番目の数である。1つ前は55、次は666。(オンライン整数列大辞典の数列 A045914)
    - 三角数が過剰数になる2番目の数である。1つ前は36、次は78。(オンライン整数列大辞典の数列 A074315)
    - 3つの正の数の立方数の和で表せる5番目の三角数である。1つ前は55、次は136。(オンライン整数列大辞典の数列 A119977)
    - 66 = 21 + 45
      - 2つの異なる三角数の和で表せる4番目の三角数である。1つ前は55、次は91。(オンライン整数列大辞典の数列 A112352)

    - 66 = 1 + 10 + 55 = 6 + 15 + 45
      - 3つの異なる三角数の和で表せる5番目の三角数である。1つ前は55、次は91。(オンライン整数列大辞典の数列 A112353)

    - 5番目の素数番目の三角数である。1つ前は28、次は91。(オンライン整数列大辞典の数列 A034953)

  - 6番目の六角数である。1つ前は45、次は91。
- 16番目の回文数である。1つ前は55、次は77。
  - 1桁の数を除くと6番目の回文数である。
  - 回文数において最小の過剰数である。次は88。(オンライン整数列大辞典の数列 A098775)
  - 3つの回文数の積で表せる3番目の回文数である。1つ前は44、次は88。(オンライン整数列大辞典の数列 A078895)
- 3番目の楔数である。1つ前は42、次は70。
  - 三角数の楔数としては最小の数である。次は78。
  - ハーシャッド数でない最小の楔数である。次は78。
- ハーシャッド数でない6の倍数のうち最小の数である。次は78。
- 66 = 5 + 61 = 7 + 59 = 13 + 53 = 19 + 47 = 23 + 43 = 29 + 37
  - 2つの素数の和6通りで表せる2番目の数である。1つ前は60、次は72。(オンライン整数列大辞典の数列 A066722)
- 662 + 1 = 4357 であり、n2 + 1 の形で素数を生む15番目の数である。1つ前は56、次は74。
- 1/66 = 0.015… (下線部は循環節で長さは2)
  - 逆数が循環小数になる数で循環節が2になる6番目の数である。1つ前は55、次は88。(オンライン整数列大辞典の数列 A070022)
- 各位の和が12になる4番目の数である。1つ前は57、次は75。
- 各位の積が各位の和の3倍になる最小の数である。次は159。(オンライン整数列大辞典の数列 A062035)
  - k 倍になる最小の数とみたとき1つ前は36 (2倍)、次は88 (4倍)。(オンライン整数列大辞典の数列 A126789)
- 各位の平方和が72になる最小の数である。次は228。(オンライン整数列大辞典の数列 A003132)
  - 各位の平方和が n になる最小の数である。1つ前の71は1356、次の73は38。(オンライン整数列大辞典の数列 A055016)
- 各位の立方和が432になる最小の数である。次は606。(オンライン整数列大辞典の数列 A055012)
  - 各位の立方和が n になる最小の数である。1つ前の431は22247、次の433は166。(オンライン整数列大辞典の数列 A165370)
- 66 = 12 + 12 + 82 = 12 + 42 + 72 = 42 + 52 + 52
  - 3つの平方数の和3通りで表せる2番目の数である。1つ前は54、次は81。(オンライン整数列大辞典の数列 A025323)
  - 66 = 12 + 42 + 72
    - 異なる3つの平方数の和1通りで表せる20番目の数である。1つ前は65、次は70。(オンライン整数列大辞典の数列 A025339)
    - n = 2 のときの 1n + 4n + 7n の値とみたとき1つ前は12、次は408。(オンライン整数列大辞典の数列 A074513)

  - 66 = 82 + 2
    - n = 2 のときの 8n + n の値とみたとき1つ前は9、次は515。(オンライン整数列大辞典の数列 A226201)
- 66 = 13 + 13 + 43
  - 3つの正の数の立方数の和1通りで表せる10番目の数である。1つ前は62、次は73。(オンライン整数列大辞典の数列 A025395)
- 桁の調和平均が6になる2番目の数である。1つ前は6、次は488。(オンライン整数列大辞典の数列 A062184)
例．2/1/6 + 1/6 = 6
- 66 = 14 − 24 + 34
  - n = 3 のときの |14 − 24 + … + (−1)n+1n4| の値とみたとき1つ前は15、次は190。(ただし| |は絶対値記号)(オンライン整数列大辞典の数列 A062392)
    - 正の数の値とみたとき1つ前は1、次は435。

  - n = 4 のときの 3n − 2n + 1n の値とみたとき1つ前は20、次は212。(オンライン整数列大辞典の数列 A083323)
- 66 = 7!! − 6!! + 5!! − 4!! + 3!! − 2!! + 1!!
  - 7番目の交互二重階乗である。1つ前は39、次は318。(オンライン整数列大辞典の数列 A129831)

## その他 66 に関すること
- 原子番号 66 の元素はジスプロシウム (Dy) である。
- 66 はタイ王国 (THA) の国際電話 国番号。
- 旧・新約聖書は66の書物から為る。
- クルアーンにおける第66番目のスーラは禁止である。
- 古代日本の令制国の数は66であり、「六十六国」「六十余州」と総称された。
- 3月7日、3月6日は年始から数えて66日目。
- ヴィンセント・ギャロ (Vincent Gallo) 監督、脚本、主演の映画"バッファロー'66 (Buffalo '66)" (1998, USA) は、ニューヨーク州バッファローにて1966年に生まれたビリー・ブラウンを主役とすることに因む。共演はクリスティーナ・リッチ (Christina Ricci)。
- ルート66：アメリカ合衆国の国道66号線のこと。楽曲やテレビドラマの題名でもある。
- オーダー66は、映画『スター・ウォーズ エピソード3/シスの復讐』で発せされたジェダイの粛清令である。
- 第66代天皇は一条天皇である。
- 日本の第66代内閣総理大臣は三木武夫である。
- 66プラザ - 六本木ヒルズ。所在地の東京都港区六本木6丁目に因む。
- 大相撲の第66代横綱は若乃花勝である。
- 第66代ローマ教皇はボニファティウス3世（在位：607年2月19日～11月12日）である。
- 120フィルム、620フィルムでの画面サイズ → 66判
- 緑寿とは、日本において66歳を祝う名称である。
- 「66」という名前のトランプゲームがある。シュナプセンを参照。
- 旭化成が製造する繊維製品「レオナ66」。
- 「66」の形式を持つ日本国有鉄道の鉄道車両。
  - 国鉄EF66形電気機関車
  - 国鉄キハ66系気動車